# Salt, Iordania
Al-Salt (în arabă السلط As-Salt) este un oraș agricol antic și un centru administrativ în centrul vestic al  Iordaniei. Se află pe vechea autostradă principală care duce de la Amman la Ierusalim. Situat în regiunea Balqa, la aproximativ 790-1.100 metri deasupra nivelului mării, orașul este construit la adăpostul a trei dealuri, aproape de Valea Iordanului. Unul dintre cele trei dealuri, Jabal al-Qal'a, este locul unei fortărețe ruinate din secolul al XIII-lea. Este reședința Guvernoratului Balqa.
Municipalitatea Salt are aproximativ 107.874 de locuitori (2018).
Al-Salt a fost adăugat la Locuri_din_Patrimoniul_Mondial_UNESCO#Iordania în 2021.

## Istorie
Nu se știe când a fost locuit pentru prima dată orașul, dar se crede că a fost construit de armata macedoneană în timpul domniei lui Alexandru cel Mare. Orașul a fost cunoscut sub numele de Saltus și în timpul  bizantinilor a fost sediul unei eparhii. În acel moment, orașul a fost considerat a fi principala așezare din Cisiordania. Așezarea a fost distrusă de mongoli și apoi reconstruită în timpul domniei sultanatului mameluc Baibars I (1260–1277).
Salt a fost cândva cea mai importantă așezare din zona dintre Valea Iordanului și deșertul estic. Datorită istoriei sale ca o legătură comercială importantă între deșertul estic și vest, a fost un loc semnificativ pentru numeroșii conducători ai regiunii.
Romanii, bizantinii și mamelucii au contribuit cu toții la creșterea orașului, dar a fost la sfârșitul secolului al XIX-lea și începutul secolului al XX-lea, când otomanii au stabilit o capitală administrativă regională în Salt și au încurajat așezarea în regiune a locuitorilor din alte părți ale imperiului lor, așa că Salt sa bucurat de cea mai prosperă perioadă.

## Districte municipale
Municipalitatea Salt este împărțită în nouă districte:
|    | District              | Populație (2018) |
| -- | --------------------- | ---------------- |
| 1  | Salt City             | 107.874          |
| 2  | Zai                   | 4552             |
| 3  | Umm Jouzeh            | 3177             |
| 4  | Diyreh Ash-Sharqiyyeh | 1488             |
| 5  | Al-Yazeediyeh         | 1559             |
| 6  | Yarqa                 | 6688             |
| 7  | Ira                   | 4396             |
| 8  | Allan                 | 4042             |
| 9  | Rumaimeen             | 2511             |
| 10 | Modari                | 1419             |
| 11 | Za'tari               | 1636             |
| 12 | Hdaib                 | 435              |
| 13 | Wadi Innaqah          | 590              |
| 14 | Um Khroubeh           | 758              |
| 15 | Wadi As-Sahn          | 79               |
| 16 | Um Al-A'mad           | 1655             |
| 17 | Da'am                 | 470              |
| 18 | Sala'uf               | 750              |
| 19 | Jal'ad                | 1255             |
| 20 | Wasiyeh               | 504              |
| 21 | Misheerfeh            | 295              |
| 22 | Wadi Shuy'ayb         | 946              |

## Agricultură
Salt este renumit în Iordania pentru solul său fertil și pentru calitatea recoltelor sale de fructe și legume, în special măsline, roșii, struguri și piersici. Într-adevăr, se speculează că numele orașului a furnizat rădăcina sultana, un anumit tip de stafide.
Se crede că numele Salt a fost derivat din orașul Saltos al Imperiului Roman.
Wadi Shu'aib (Valea Jethro) este unul dintre cele mai mari situri agricole din orașul Salt, o vale cu suprafețe agricole mari. Este numit după unul dintre profeții din islam (precum și din creștinism și iudaism), Shuaib⁠(d) (Ietro), care a fost socrul lui Moise și unul dintre descendenții lui Ibrahim (Avraam). Cele mai multe ferme private sunt situate în această vale; culturile primare sunt strugurii, măslinele și pomii fructiferi.

## Educație
Salt conține multe școli, inclusiv prima școală secundară publică din Iordania datând din 1918, precum și multe școli private care datează din anii 1800, cum ar fi Școala Latină și Școala Catolică. Este, de asemenea, casa Institutului Țara Sfântă pentru Surzi, un centru educațional non-profit pentru persoanele cu deficiențe de auz. Orașul are două universități: Al-Balqa' Applied University înființată în 1997 și Universitatea Al-Ahliyya Amman (Universitatea Națională Amman) situată pe autostrada care leagă Amman de Salt.

## Turism

### Conace otomane
La sfârșitul secolului al XIX-lea și începutul secolului al XX-lea, când otomanii au stabilit o bază administrativă regională în Salt și au încurajat așezarea locuitorilor din alte părți ale imperiului, statutul orașului a crescut, mulți negustori au sosit și, cu bogăția lor nou dobândită, au construit casele fine care pot fi admirate și astăzi în Salt.
Aceste splendide clădiri din gresie galbenă încorporează o varietate de stiluri. De obicei, ele au acoperișuri cu cupolă, curți interioare și ferestre caracteristice înalte, arcuite. Poate cel mai frumos este conacul Abu Jaber, construit între 1892 și 1906, care are fresce pe tavane, pictate de artiști italieni, și este reputat a fi cel mai bun exemplu al unei case comerciale din secolul al XIX-lea din regiune.

### Mormintele romane și cetatea Ayyubidă
Strâns construit pe un grup de trei dealuri, Salt are mai multe alte locuri de interes, inclusiv morminte romane la periferia orașului și cetatea și site-ul de la începutul secolului al XIII-lea al orașului Cetatea Ayyubidă, care a fost construită de Al-Mu'azzam Isa⁠(d), nepotul lui Saladin la scurt timp după anul 1198 d.Hr.

### Muzee
Muzeul arheologic și folcloric din Salt prezintă artefacte care datează din perioada epoca cuprului a erei islamice, precum și alte elemente legate de istoria zonei. În muzeul de folclor se află prezentarea costumelor beduine și tradiționale și a obiectelor folclorice de zi cu zi. Un mic muzeu și o școală de artizanat prezintă abilitățile tradiționale de ceramică, țesut, serigrafie și vopsire cu ecran de mătase.

### Altare musulmane
În orașul as-Salt și împrejurimile sale sunt mai multe altare musulmane la mormintele tradiționale ale profeților Shu'ayb, Ayyoub, Yusha și Jadur, numele arabe ale personajelor biblice Ietro, Iov, Iosua și  Gad. Aceste site-uri de pelerinaj musulman sunt cunoscute sub numele de An-Nabi Shu'ayb, An-Nabi Ayyub, An-Nabi Yusha bin Noon, și Ayn al-Jadur („Primăvara lui Jadur”), respectiv, în limba engleză, de asemenea, ca Altar... Profet.

## Galerie

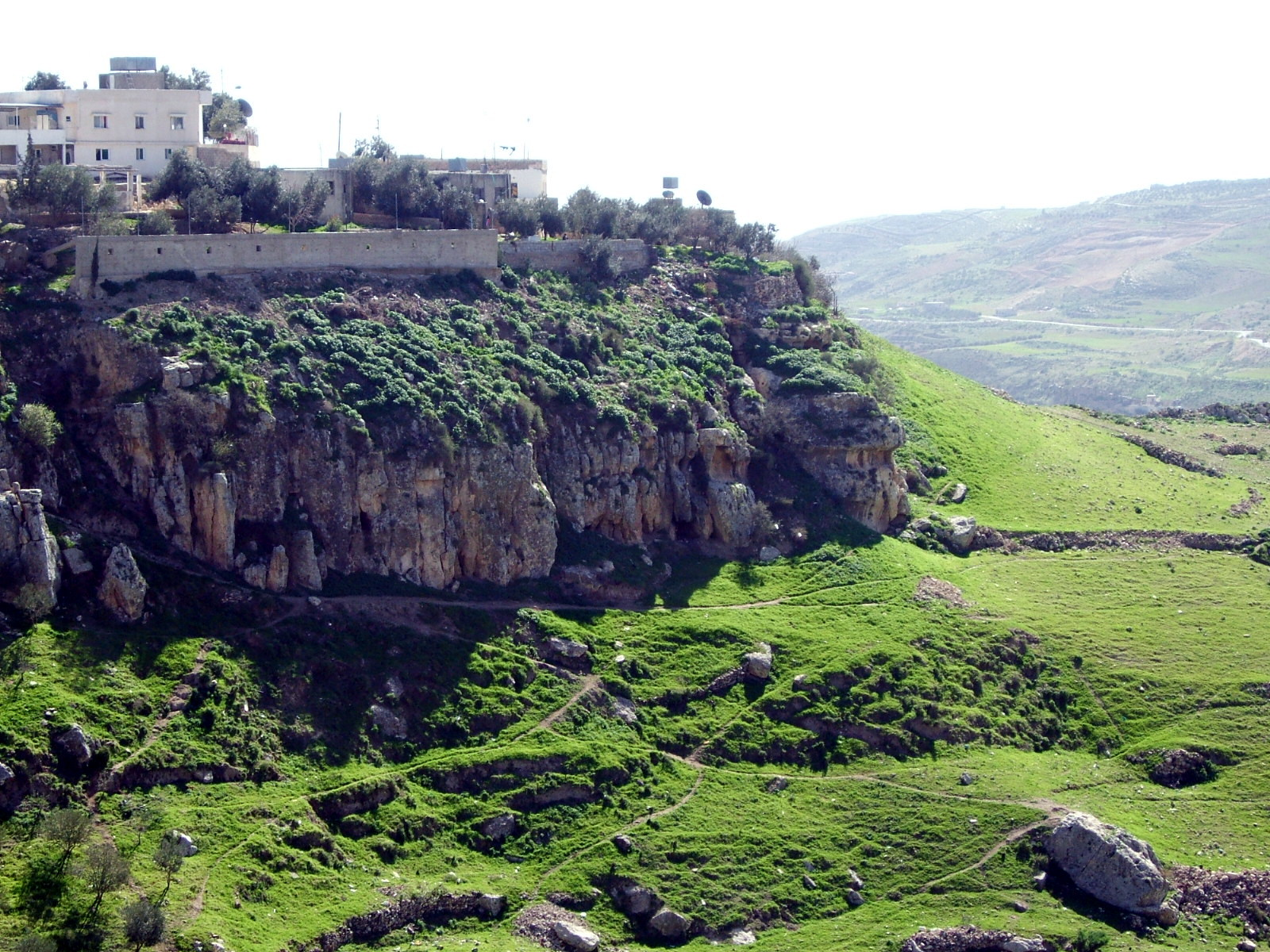
Dealurile din jurul oraşului Salt în primăvară
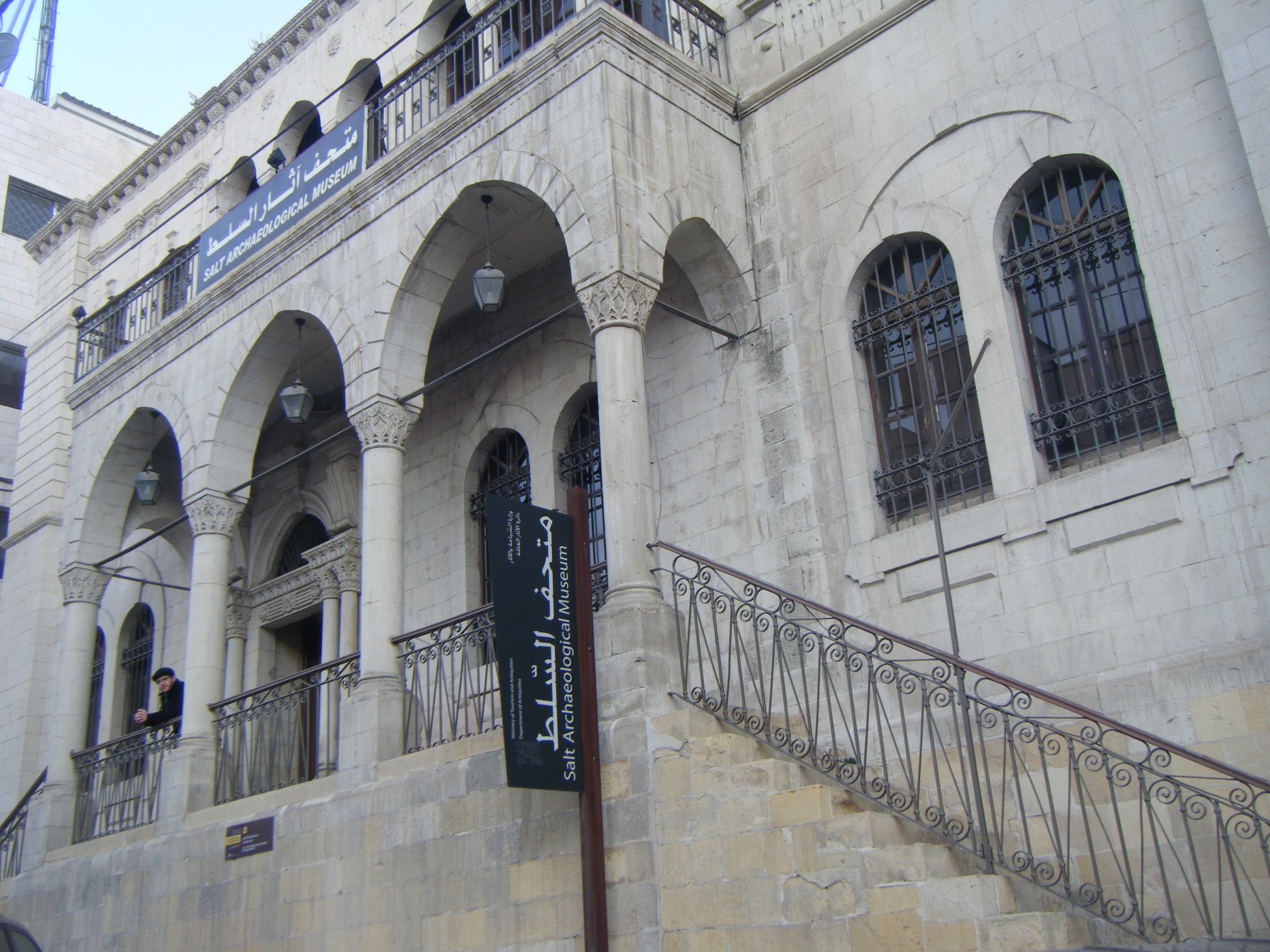
Muzeul arheologic din Salt.
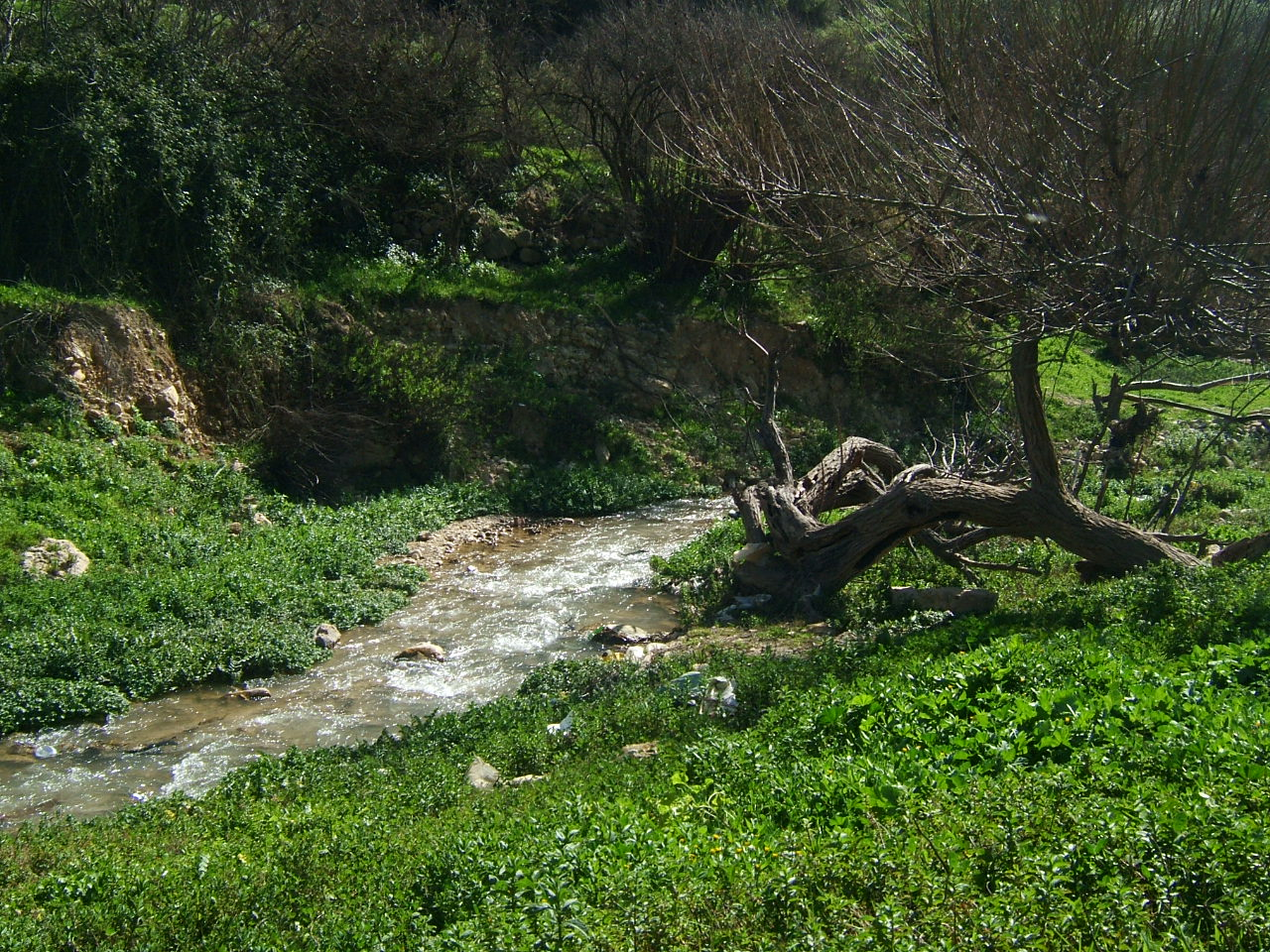
Primăvară.
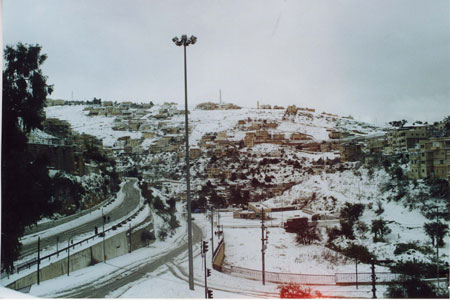
Salt în zăpadă.
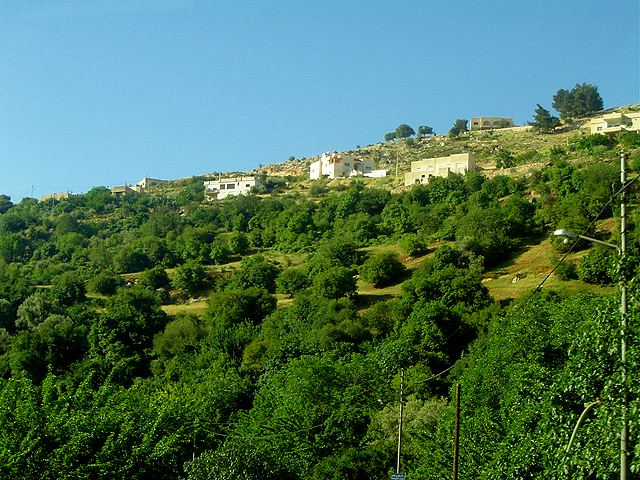
Wadi Shuaib.
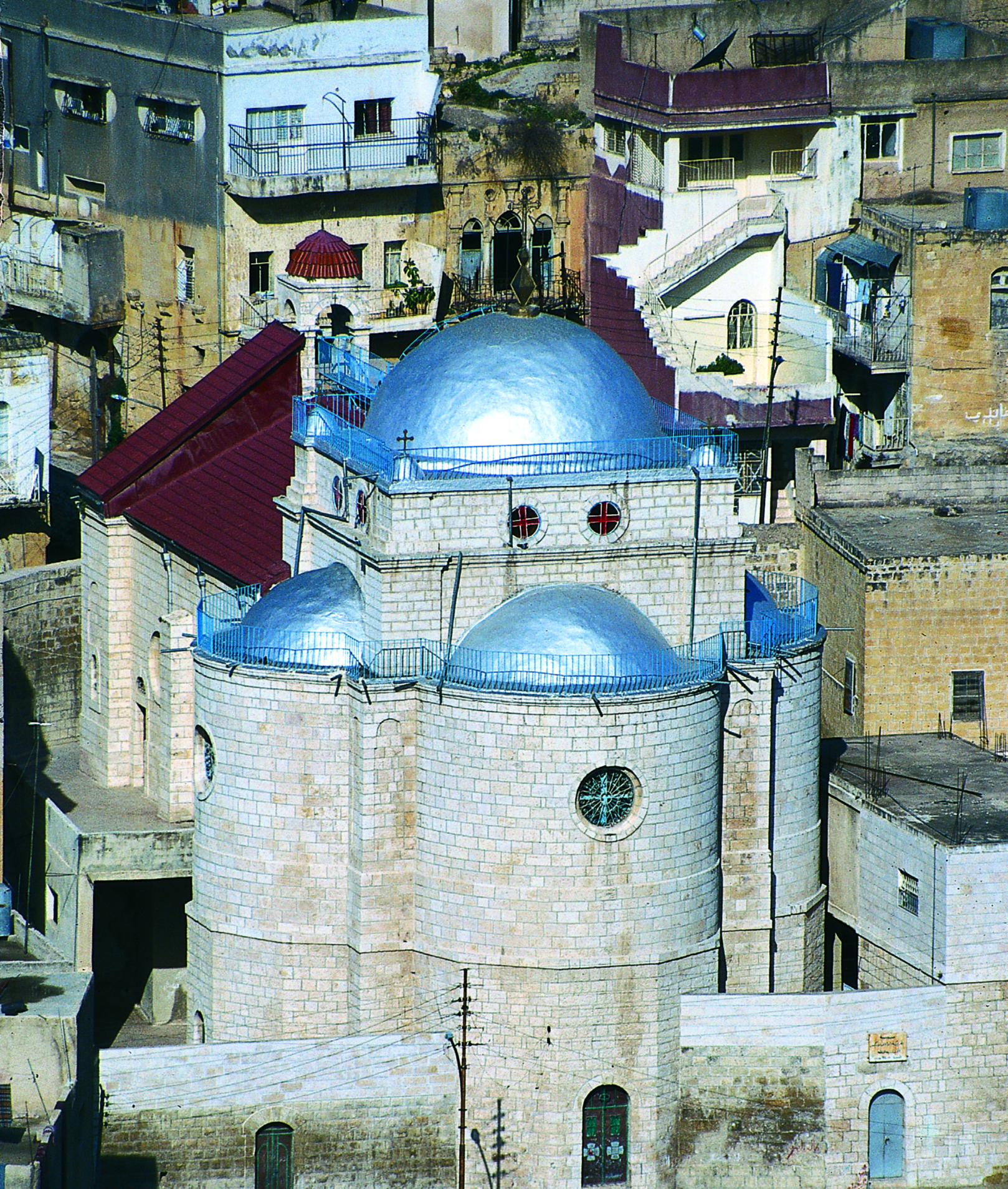

### Citate
1. ↑  „Cultural sites in Africa, Arab Region, Asia, Europe, and Latin America inscribed on UNESCO's World Heritage List”. UNESCO (în engleză). 27 iulie 2021. Accesat în 28 iulie 2021.